# کلکله
کلکله در شهرستان ازنا، بخش مرکزی، دهستان سیلاخور شرقی، ۴۰۰ متری شمال غربی روستای کلکله واقع شده و این اثر در تاریخ ۲۸ اسفند ۱۳۸۵ با شمارهٔ ثبت ۱۸۲۸۱ به‌عنوان یکی از آثار ملی ایران به ثبت رسیده است. در گذشته خوانین فولادوند و تونی بختیاری در این روستا حضور داشتند. این روستا با قدمت دیرینه دارای محصولات کشاورزی همچون ذرت ، گندم ، چغندر ، نخود و.... است.
از جمله طایفه های بزرگ تونی و  فولادوند در این روستای قدیمی میتوان به عبدالله تونی و نوه  مهدی تونی 
رحمت فولادوند و پسرانش محمد،  علی و حسین فولادوند اشاره کرد.
روستای کلکله در گذر زمان شامل تغییر و تحولات ساختاری و جمعیتی شد و به طور کامل از حالت کاروانسرا به دهستان بزرگی تبدیل شد. 
زمام این روستا از دست خوانین خارج شد و به تدریج توسط ایل بزرگ تونی و فولادوند گسترش پیدا کرد. 
در گذر زمان خانواده های بسیاری از این ایل جدا و به شهرهای همجوار کوچ کردند لیکن نام و تاریخچه این دهستان ریشه در قوم بزرگ فولادوند دارد
در سال 2000 میلادی تعدادی از کتیبه های کاروانسرا یا مسجد قدیمی این روستا توسط افرادی ناشناس به سرقت رفت.
اولین شهید دوران دفاع مقدس این روستا ، شهید عقیل خوانساری که در ۲۲فروردین ۱۳۶۲ می باشد.